# 知本飘拂草
知本飘拂草（学名：Fimbristylis subinclinata）为莎草科飘拂草属下的一个种。

## 扩展阅读
- 維基物種上的相關：知本飘拂草